# .25 Winchester Super Short Magnum

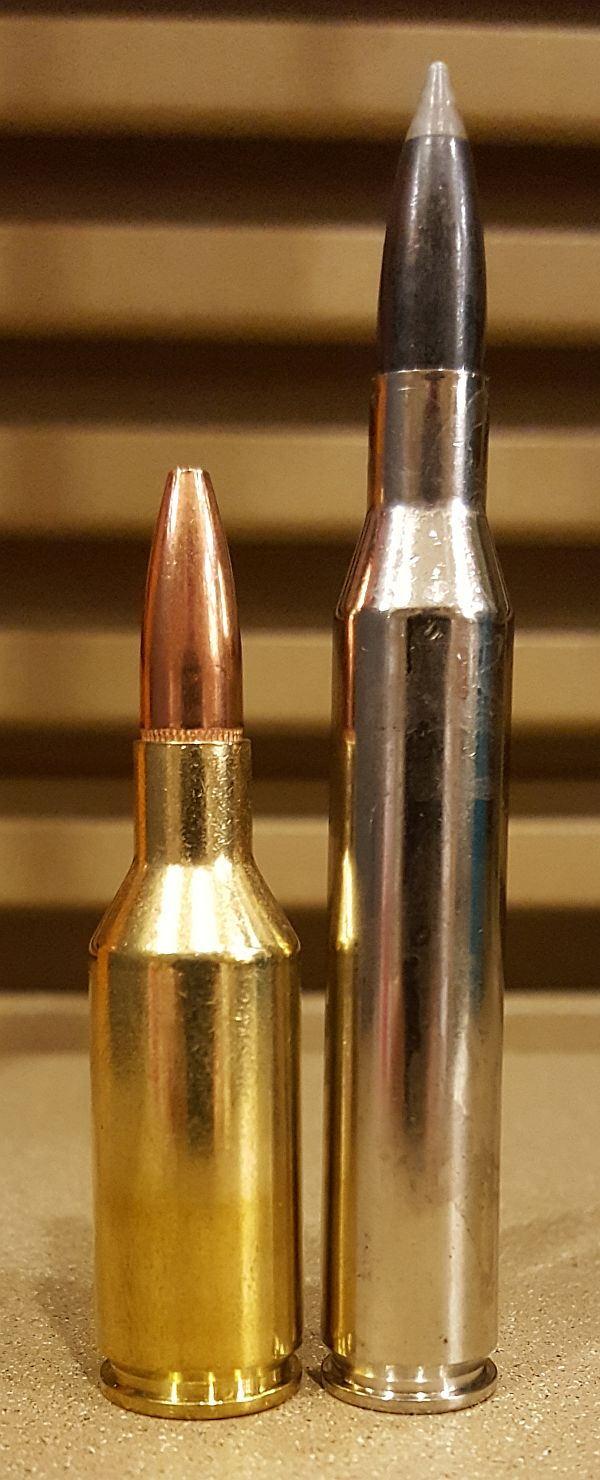
Um .25 WSSM (esquerda) comparado a um .25-06 (direita).

O .25 WSSM (Winchester Super Short Magnum), é um cartucho de fogo central de rifle de calibre .257, o terceiro da família "WSSM" criado pela criado pela Winchester e pela Browning. Ele é o maior membro da família WSSM (excluindo os wildcats), sendo o mais apropriado para lidar com animais de grande porte, como alces e javalis.

## Características
O .25 WSSM É uma versão encurtada do .243 WSSM, que, por sua vez, é um derivado do .300 WSM (Winchester Short Magnum). Os cartuchos "WSSM" são baseados em filosofias de projeto balístico que se destinam a produzir um alto nível de eficiência.
Ao contrário das outros cartuchos "WSSM", o .25 WSSM é um magnum apenas no nome, com base no estojo que usa. Em termos de desempenho, é um clone do .25-06 Remington, tornando-o adequado para lidar com caça de animais de médio a grande porte.
Tendo um design mais "gordo" e curto, a vantagem do .25 WSSM é indireta, pois sendo menor e mais leve, permite o uso de mecanismos de ação mais curtos nos rifles por outro lado, devido ao mesmo design, ele permite a queima da carga em uma taxa muito mais consistente, resultando num nível muito maior de precisão. A performance de fato, é muito menor que a de outros calibre .25 magnum, como o .257 Weatherby Magnum. Na verdade o .25 WSSM, balisticamente é quase idêntico à versão aprimorada do .257 Roberts, que P.O. Ackley disse que era sua escolha favorita para um cartucho versátil.